# Émile Mpenza
Eka Basunga Lokonda Mpenza, mais conhecido como Émile Mpenza, (4 de Julho de 1978) é um ex-futebolista belga que atuou na posição de atacante.
Venceu o prêmio Chuteira de Ébano em 1997.
Mpenza jogou pela Seleção Belga na Copa do Mundo de 1998 e 2002. Seus pais vieram da República Democrática do Congo, onde também nasceu seu irmão mais velho, Mbo. Pela seleção Belga, jogou a Copa de 98 mas ficou de fora da Copa de 2002 devido a uma lesão na virilha, em sua vaga foi convocado seu irmão mais velho Mbo. Os belgas chegaram as oitavas de final, sendo eliminados pelo Brasil naquela ocasião.